# Eudinopus
Eudinopus là một chi bọ cánh cứng thuộc họ Scarabaeidae.